# جي 3
بندقية G3 (Gewehr 3) هي بندقية ألمانية الصنع من إنتاج Heckler & Koch مطورة عن بندقية الاقتحام (S-T-G-45M) والتي استخدمت خلال الحرب العالمية الثانية.
ويستعمل هذا السلاح كسلاح فردي رئيسي في حوالي 50 جيشاً حول العالم، منها: ألمانيا، باكستان، الهند، السعودية، إيران.
ويوجد نوعان من الأخمص للبندقية بلاستيكي أوخشبي وآخر حديدي يتداخل حول السلاح.
وهناك عدة نماذج لهذا السلاح:
G3
G3A1
G3A2
G3A3
G3A3 ZF
G3A4
G3A5
G3A6
G3A7
G3KA4 ZF
G3SG/1
G3-TGS
ويمكن استخدام البندقية كبندقية اقتحام أو كبندقية قناصة بعد تزويدها بمنظار. يصنع السلاح بترخيص في حوالي 20 دولة منها: تركيا، باكستان، الهند، السعودية.
مواصفات السلاح:
- عيار السلاح: 7.62 NATO.
- عيار الطلقة: 7.62 × 51 NATO.
- طول السلاح: 1016 ملم.
- طول السبطانة: 450 ملم.
- وزن السلاح فارغ: 4.25 كجم.
- عدد الخطوط الحلزونية: 4 خطوط إلى اليمين.
- معدل الرماية النظري: 550 طلقة في الدقيقة.
- المدى المؤثر: 1000 م.
- السرعة الابتدائية: 807 م/ث.
- التغذية: مخزن سعة 20 طلقة.
- نوع الرمي: آلي، صلي